# Сен-Бартелеми (заморское сообщество)
Сен-Бартелеми́ (также Сен-Бартельми́, фр. Collectivité de Saint-Barthélemy) — заморское сообщество Франции (фр. Collectivité territoriale de Saint-Barthélemy), занимающее одноимённый остров и ряд прилегающих мелких островков. Образовано 22 февраля 2007 года. Ранее его территория входила в состав заморского департамента Франции Гваделупа.
Валюта — евро. Домены — .bl (не используется), .gp, .fr. Часовой пояс — UTC−4:00. Телефонный код — 590. Код ISO — BL
Площадь — 21,4 км², население — 10004 человек (перепись 2023 года), административный центр — Густавия. Широко распространены разговорные, сокращённые названия острова — Сен-Барт (фр. Saint-Barth), Сен-Бартс (фр. Saint-Barths).
Основное население района Сен-Бартелеми имеет происхождение от кечуа-мулатов, проживающих на Сент-Люсии и в странах Карибского бассейна (Барбадос, Нидерландские Антильские острова).

## География
Остров Сен-Бартелеми расположен в северной части Наветренных островов. Находится в 200 км севернее Гваделупы, поблизости (менее 20 км) от острова Сен-Мартен.
Берега острова скалистые (но есть и участки пляжей), окружены коралловыми рифами и мелкими островками. Центральная часть острова холмистая (высшая точка — 286 м). Реки, ручьи и другие источники воды отсутствуют.
Климат тропический, температура почти не меняется.

## История
Остров был открыт в 1493 году Христофором Колумбом, назвавшим его в честь апостола Варфоломея (Бартоломео), святого покровителя своего брата Бартоломео Колумба.
В 1648 году на острове стали селиться французы.
В 1653 году он был приобретён Мальтийским орденом и стал его владением (см. госпитальерская колонизация Америки).
В 1665 году остров вновь был переуступлен французам. Французские пираты стали активно использовать остров в качестве своего убежища. Огромные богатства, добытые путём грабежа испанских галеонов, способствовали развитию экономической жизни. Существует предположение, что знаменитый пират Даниэль Монбар по прозвищу «Разрушитель» имел на острове свой штаб. Его сокровища, возможно, до сих пор спрятаны в бухте Anse du Gouverneur или зарыты в песках Saline. Со временем пираты превратились в торговцев, лавочников, рыбаков и мелких фермеров. По причине малых размеров, каменистого рельефа и дефицита воды Сен-Бартелеми не стал частью «сахарной экономики» как другие, более крупные острова Карибского региона.
В 1763 году остров был вновь заселён, на сей раз французскими моряками из Нормандии и Бретани.
В 1784 году Франция продала Сан-Бартелеми шведам, которые переименовали его крупнейшее поселение и порт в Густавию, в честь шведского короля Густава III. Среди всего прочего в результате этой сделки, осуществленной одним из министров Людовика XVI, французы получили ряд торговых преференций в шведском порту Гётеборг. Первоначально губернатор острова лишь представлял интересы шведской короны, а административные функции находились в руках «Шведской Вест-Индской компании», которая распоряжалась всей коронной собственностью, взимала налоги, назначала таможенных служащих и так далее.
Будучи нейтральным островом под властью Швеции, Сан-Бартелеми служил важным торговым центром для всех участников колониальных войн XVIII и XIX веков. Захватив вражеское судно или совершив налет на поселение, капитан мог продать награбленное на Сен-Бартелеми и одновременно пополнить запасы.
В 1801 году остров захватили англичане.
В 1802 году англичане вернули остров Швеции.
В 1815 году административные функции были переданы губернатору.
Благодаря своему статусу во время англо-американских и испано-южноамериканских войн Густавия достигла высокого уровня экономического процветания. Однако затем она утратила своё значение, поскольку многие конфликты были завершены, а парусные суда уступили место пароходам.
В 1847 году шведские власти дали свободу неграм-рабам, ранее завезённым на остров французами, и большинство негров покинуло остров, переселившись на Гваделупу и другие территории.
Растущие расходы, которые влекло за собой обладание островом, заставили шведское правительство рассмотреть вопрос о его продаже бывшим владельцам. Оскар II, король Норвегии и Швеции, вернул остров Франции за скромную сумму 320 000 франков. По договору, заключённому в Париже 10 августа 1877 года (ратифицирован Швецией и Францией 9 ноября 1877 года и 4 марта 1878 года соответственно), остров вновь перешёл во владение Франции, которая включила его в состав Гваделупы.
После Второй мировой войны, в 1946 году Франция провела реорганизацию своих бывших колоний, и Сен-Бартелеми стал округом заморского департамента (département d’outre-mer) Гваделупы.
В 2003 году население острова проголосовало за отделение от Гваделупы.
С 2007 года Сен-Бартелеми наряду с Сен-Мартеном имеют статус заморских сообществ (collectivité d’outre-mer).

## Население
| Численность населения | Численность населения | Численность населения | Численность населения | Численность населения | Численность населения |
| 2010                  | 2011                  | 2012                  | 2013                  | 2014                  | 2017                  |
| --------------------- | --------------------- | --------------------- | --------------------- | --------------------- | --------------------- |
| 8938                  | ↗9035                 | ↗9131                 | ↗9279                 | ↗9427                 | ↗9961                 |

Численность населения — 9961 человек (перепись 2017 года).
Этнорасовый состав: большинство населения — европейцы, есть мулаты, негры, гваделупские метисы (франко-индейского происхождения). Распространено разговорное название коренного населения острова — «бабат».
Языки: французский, креольский, многие владеют также английским языком.
Религии: в основном католики, есть протестанты и Свидетели Иеговы.

## Экономика
Основа экономической деятельности — обслуживание туристов и беспошлинная торговля.
Чтобы избежать массового туризма, население острова в 1960—1970-х годах выбрало подход, благоприятствующий приезду только наиболее состоятельных туристов. Места острова, которые могут быть посещены туристами, достаточно ограничены: районы, где стоят роскошные виллы, контролируются частными службами охраны и недоступны для туристов и местных жителей. Туристы в основном локализованы в торговых районах и улицах Густавии. Пребывание туристов со скромными бюджетами очень короткое, чаще всего, из-за очень высокой стоимости местной жизни и арендной платы. Товары повседневного потребления импортируются и доставляются самолётами и судами, в результате чего цены на них значительно завышены (до 400 % для некоторых продуктов питания).
Остров известен тем, что в зимнее время его посещают миллионеры и миллиардеры, причаливающие со своими роскошными яхтами. Для их привлечения на острове поддерживаются низкие цены на топливо для яхт.
Инфраструктура слабо развита. Дороги находятся в плохом состоянии, медицинское обслуживание сводится к клинике и местной больнице без операционной, национальное образование обеспечивает школьное образование до второго класса, что влечёт за собой значительные финансовые затраты на продолжение обучения.
Сельское хозяйство не развито из-за отсутствия источников пресной воды. В небольших масштабах ведётся рыболовство.

## Недвижимость
В 1957 году Дэвид Рокфеллер приобрел два участка земли на Сен-Бартелеми, что послужило началом превращения относительно бедного острова в безопасное место для элитного туризма. На одном из участков площадью 27 га, расположенном над пляжем Colombier, им был построен дом оригинального дизайна, который сохранился до настоящего времени. Благодаря первому хозяину этого домовладения пляж Colombier часто называют пляжем Рокфеллера.
В 1980-х годах артист балета Рудольф Нуреев купил на острове дом, который и поныне именуется «La maison de Noureev».
В настоящее время все местные пляжи являются муниципальной собственностью, в частное владение могут быть приобретены только участки, не выходящие к морю. В сентябре 2009 года Роман Абрамович купил 70 акров земли за пляжем Gouverneur с расположенными на ней бунгало с видами на океан, теннисными кортами, бассейнами, танцевальным и обеденным павильонами (Gouverneur Bay Estate). Стоимость сделки составила почти 90 млн долларов. Этот объект недвижимости считается одним из самых дорогих проданных частных домов на Карибах. Продавцом выступил Джит Сингх, один из основателей Art Technology Group Inc., сейчас известной как ATG, создатель сетевого программного обеспечения, используемого такими компаниями, как Tommy Hilfiger и Best Buy. С 2002 года, когда он ушёл из ATG, и до 2009 года, когда он переехал в Париж, Джит Сингх проводил некоторое время в своём доме на Сен-Бартелеми. По словам Джита Сингха, бунгало, построенные на участке, проданном Роману Абрамовичу, представляют довольно открытые строения, в результате чего их обитателям обеспечен хороший вид на бухту Гувернёр. Когда-то эта земля принадлежала Дэвиду Рокфеллеру.